# 長岡北インターチェンジ
長岡北インターチェンジ（ながおかきたインターチェンジ）は、静岡県伊豆の国市にある伊豆中央道（国道136号バイパス）のインターチェンジ。当インターから大仁中央ICまでの区間は伊豆中央道の無料区間である。

## 歴史
- 1985年3月30日：大場川南交差点 - 長岡北IC間約4.8km開通に伴い供用開始。
- 1995年1月30日：長岡北IC - 大仁中央IC間約3.8km開通。

## 接続する道路
- 国道414号
- 伊豆の国市道長219号線（側道経由で接続）

## 周辺
- 伊豆の国市立長岡中学校
- 伊豆の国市長岡体育館
- 伊豆中央テクノタウン（伊豆長岡工業団地）
- 富士テクニカ宮津 伊豆長岡工場
- 狩野川放水路（中央開水路）
- ホテルサンバレー伊豆長岡

## 隣
伊豆中央道
江間IC - 長岡北IC - 伊豆長岡IC